# 長谷見沙貴
長谷見 沙貴（はせみ さき）は、日本の男性アニメ脚本家、漫画原作者。千葉県出身。

## 概要
1980年代から1990年代後半までは「SAKI」、「はせみ さき」名義などでテレビゲームの企画やシナリオ、原画などを手掛けるゲームクリエイター・イラストレーターであったが、2001年に馬越嘉彦と出会ったのが切っ掛けで『おジャ魔女どれみ』に入れ込み、男性版『おジャ魔女どれみ』と言える『リトルバスターQ』を企画・立案した。更に天田印刷加工に企画を依頼され、『おジャ魔女あどべんちゃ〜ないしょのまほう』の脚本とオリジナルキャラクターの「マジョリズム（巻機山りずむ）」の企画に携わる。
ピンキーストリートにも入れ込んだことから、「ピンキーSweetサキ（白）」「ピンキーBitterサキ（黒）」と名付けられた妖精のピンキーが入ったOVA2編の脚本を担当した。
テレビアニメの脚本に入ったのは『シュガシュガルーン』が最初で、矢吹健太朗原作のアニメ『BLACK CAT』の脚本も担当。またその縁で、『週刊少年ジャンプ』誌上にて『To LOVEる -とらぶる-』（作画：矢吹健太朗）の脚本を担当していた。他に『出ましたっ!パワパフガールズZ 』の脚本も担当している。
F1に興味があり、佐藤琢磨を支持している。

## 作品一覧

### ゲーム企画
- ゼロヨンチャンプ / ゼロヨンチャンプ2（車両イラスト）
- ザ・グレイトバトルPOCKET（キャラクターデザイン）
- ミニ4ボーイ（キャラクターデザイン・企画）
- ミニ4ボーイII（キャラクターデザイン・シナリオライター）
- リトルバスターQ（企画・脚本）
- おジャ魔女あどべんちゃ〜ないしょのまほう（企画・脚本・マジョリズム発案）
- NUGA-CEL!
- もっとNUGA-CEL!
- 天衣創聖ストライクガールズ / 絢爛乙女ガールズストライカー　(原作・シナリオ監修)
- ハニー×ブレイド / ハニー×ブレイド2　(シナリオ監修)
- デタリキZ 特別防衛局隊員の日常　(原作・メインストーリー担当)

### アニメ脚本
- ピンキーストリート（脚本・構成）
- シュガシュガルーン（第5・12・21・36話脚本）
- カード王 ミックスマスター（第3・11話脚本）
- BLACK CAT（第3・4・5・9・13・14・19話脚本）
- 出ましたっ!パワパフガールズZ（第2・12・23(b)・25(b)・41話等脚本）
- もえたん（シリーズ構成・脚本）
- To LOVEる -とらぶる- OVA（監修・第2話脚本）

### 漫画原作
- To LOVEる -とらぶる-
- To LOVEる -とらぶる- ダークネス
- スタプラ! NG♪
- GT-giRL